# Bernard Juéry
Bernard Juéry est un homme politique français né le 14 septembre 1774 à Cambon (Tarn) et décédé à une date inconnue.
Militaire de carrière, il est ensuite adjoint au maire d'Albi puis député du Tarn, en 1815, pendant les Cent-Jours.

## Sources
- « Bernard Juéry », dans Adolphe Robert et Gaston Cougny, Dictionnaire des parlementaires français, Edgar Bourloton, 1889-1891 [détail de l’édition]